# Sigrid Kölbel
Sigrid Kölbel (* 19. August 1925 in Dresden; † 2006) war eine deutsche Textil-Designerin.

## Leben und Werk
Sigrid Kölbel absolvierte von 1946 bis 1948 eine Lehre als Handweberin. Von 1948 bis 1953 studierte sie bei Rudi Högner an der Hochschule für Bildende Künste Dresden. Danach war sie wissenschaftliche Mitarbeiterin bei Horst Michel am Institut für Formgestaltung (später Institut für Innengestaltung) der Hochschule für Architektur und Bauwesen Weimar, ab 1970 bei Anita Bach. Sie hatte eine Dozentur und betreute den Bereich Teppiche und Dekorationsstoffe. Sie war daran beteiligt „ganze Produktionssortimente von Kitsch sowie modischen Verschleißprodukten zu befreien.“ Sigrid Kölbel war in der DDR eine der bedeutendsten Designerinnen für Raumtextilien. Sie entwarf Stoffe mit abstrakten geometrischen Mustern ähnlich denen der Textilwerkstatt des Bauhauses und der Burg Giebichenstein in Halle/Saale in den 1920er Jahren. Noch Anfang der 1960er Jahre war diese funktional-ästhetische Gestaltung in der DDR als „kalter Formalismus“ auf heftige Ablehnung gestoßen. So war im Neuen Deutschland vom 4. Oktober 1962 zu lesen: „Die Entwerferin verzichtet beim Dekor auf jede – auch stilisierte - Darstellung nach Vorbildern aus der Natur oder der Arbeit … sondern reduziert den Dekor auf vorwiegend abstrakte, geometrische Figuren und Flächen. … bahnt sich eine Entwicklung an, die zur Erstarrung führt und schließlich jedem Nichtskönner erlaubt, seine Einfallslosigkeit mit einigen Stäbchen und Strichen zuzudecken.“
In enger Zusammenarbeit mit Eva Humburg gestaltete Sigrid Kölbel Möbel- und Dekorationsstoff-Kollektionen der bedeutenden Möbelstoffweberei Tannenhauer in Braunsdorf. Diese lassen den Einfluss des Bauhauses und nordischen Designs erkennen und zeichnen sich durch klassisches, zeitloses Dessin aus. Einige wurden national und international ausgezeichnet und gelten als Klassiker.
Sigrid Kölbel war bis 1990 Mitglied des Verbands Bildender Künstler der DDR. Sie gehörte dem für die Dessinierung zuständigen Gutachterausschuss beim Amt für Industrielle Formgestaltung an.
Sie war an einer bedeutende Zahl von Ausstellungen in der DDR sowie in der Bundesrepublik, in Bulgarien, der Volksrepublik China, Italien, Jugoslawien, Polen, der UdSSR und Ungarn beteiligt, u. a. von 1958 bis 1982 an allen Deutsche Kunstausstellungen bzw. Kunstausstellung der DDR in Dresden.

## Öffentliche Sammlungen mit Arbeiten Sigrid Kölbels (unvollständig)
- Chemnitz: Textil- und Kunstgewerbesammlung der Kunstsammlungen Chemnitz
- Weil am Rhein: Vitra Design Museum

## Postume Einzelausstellung
- 2019: Braunsdorf, Historische Schauweberei („Im Garten der Fäden“; mit Eva Humburg)[4]

## Weblink
- https://netzwerk-mode-textil.de/images/stories/Jahrbuch_nmt_2021/nmt-21_4-Schweynoch.pdf